# منزل ترونوف

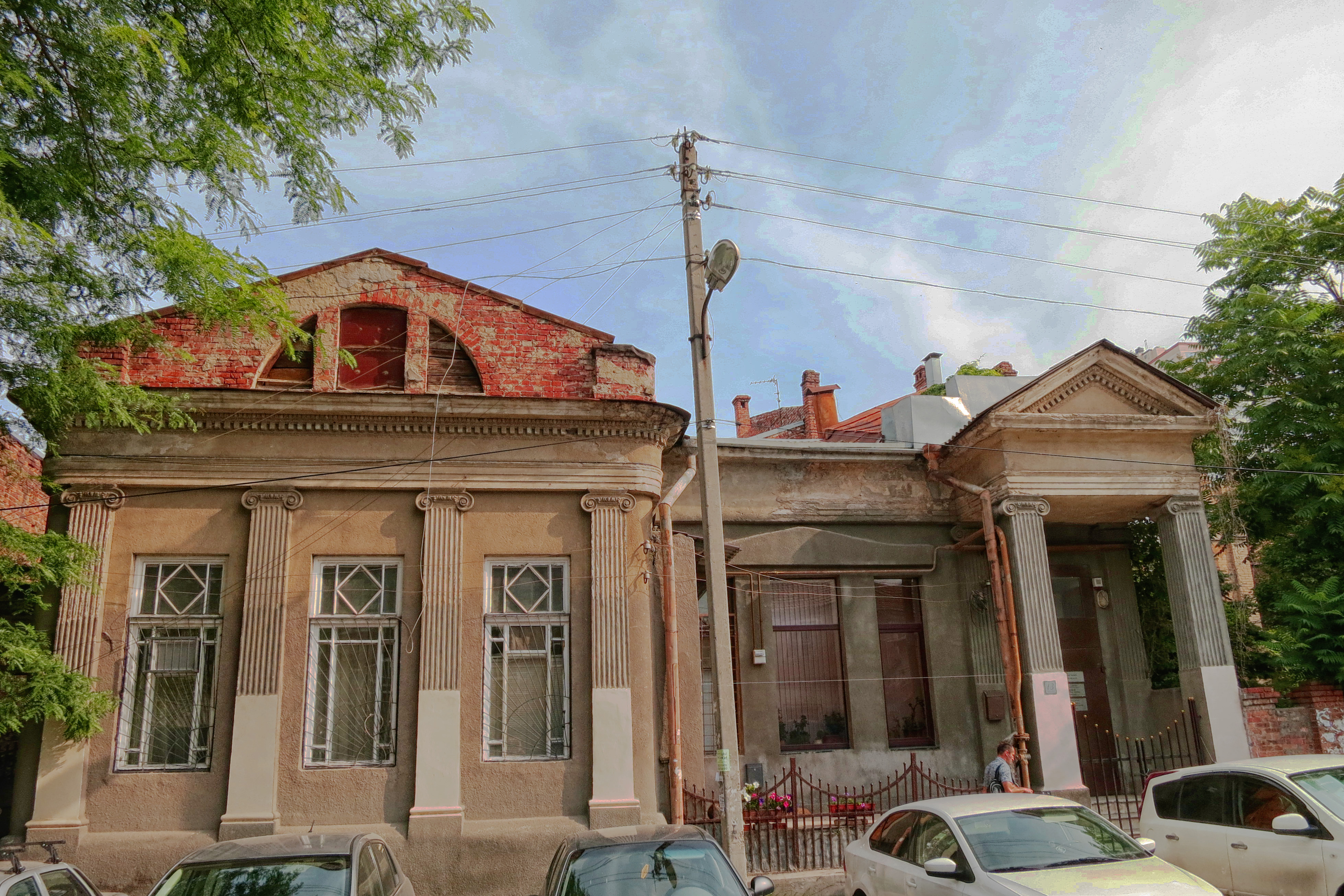

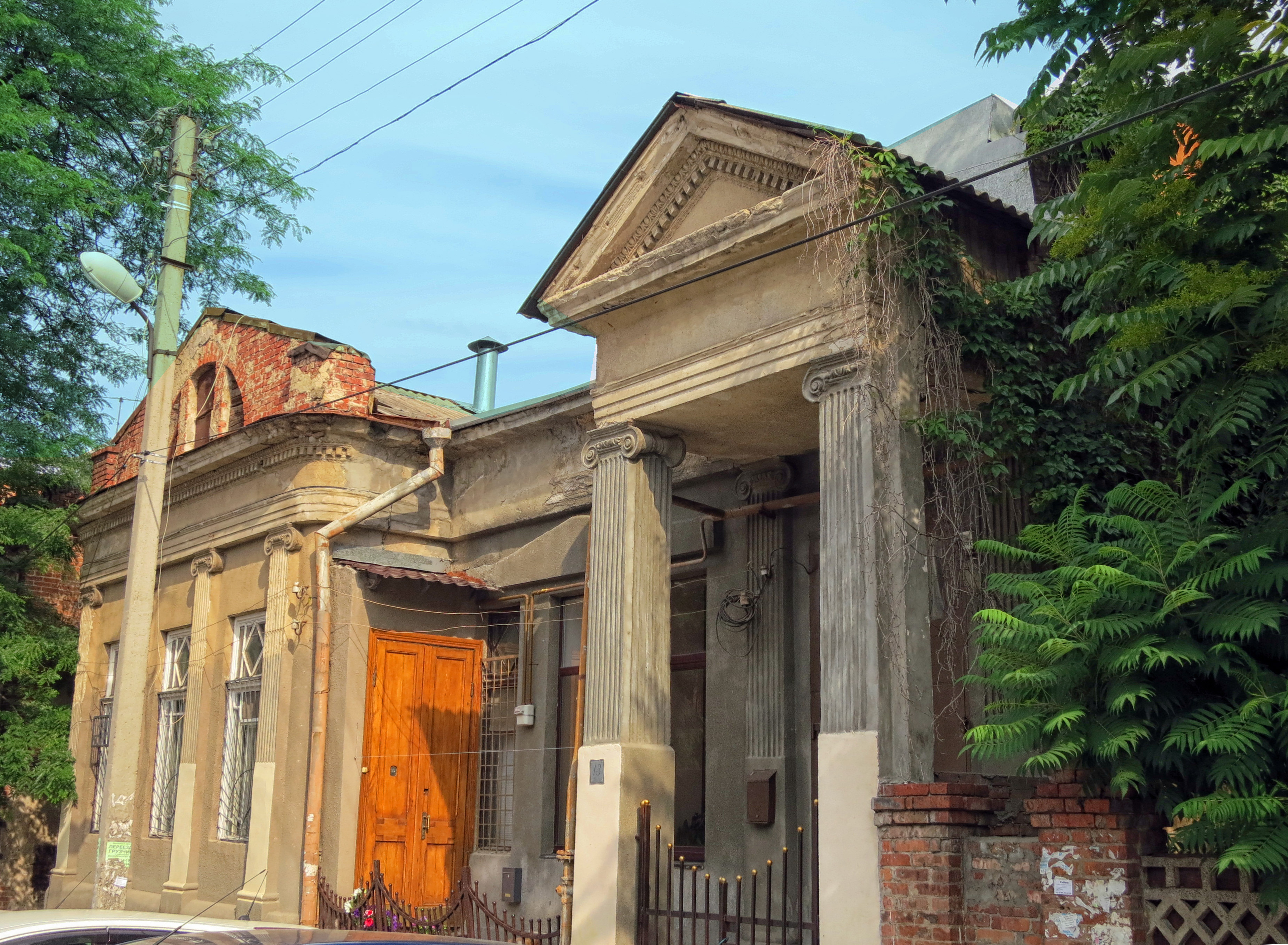

منزل ترونوف (بالروسية: Особняк Трунова) هو منزل تاريخي في روستوف-نا-دونو، بُني في أواخر التاسع عشر. ويقع في شارع تيمرنيتسكايا.
حاليا، تم تضمين المبنى في سجل الآثار المعمارية.

## تاريخ
سنة 1880 كان المبنى في ملكية «إرمياوف ايفازوف»، وفي عام 1888 تم شراء المنزل من قبل «جورج ترونوف». عمل ترونوف في ورشة العمل التي كانت في ساحة هذا البيت.
منذ عام 1907 أصبح المنزل في ملكية شقيقه «إيفان ترونوف». منذ عام 1914، أصبح يملك المنزل «يودوكسيا رودوخينا» الذي شتراه ب5000 روبل. وتم تأميم المنزل في عام 1920.